# Новосілківська сільська рада (Горохівський район)
Новосі́лківська сільська́ ра́да — адміністративно-територіальна одиниця та орган місцевого самоврядування в Горохівському районі Волинської області. Адміністративний центр — село Новосілки.

## Загальні відомості
- Територія ради: 31,8 км²
- Населення ради: 938 осіб (станом на 2001 рік). Кількість дворів — 270.
- Територією ради протікає річка Липа

## Населені пункти
Сільраді підпорядковані населені пункти:
- с. Новосілки
- с. Ковбань
- с. Кумовище
- с. Мислині

## Населення
Згідно з переписом УРСР 1989 року чисельність наявного населення села становила 1020 осіб, з яких 484 чоловіки та 536 жінок.
За переписом населення України 2001 року в селі мешкало 925 осіб.

### Мова
Розподіл населення за рідною мовою за даними перепису 2001 року:
| Мова       | Відсоток |
| ---------- | -------- |
| українська | 98,83 %  |
| російська  | 1,07 %   |
| словацька  | 0,11 %   |

## Господарська діяльність
В Новосілківській сільській раді працює 2 школи: 1 неповна середня і 1 середня, будинок культури, бібліотека, сільський клуб, 3 медичні заклади, 1 відділення зв'язку, 4 АТС на 38 номери, 11 торговельних закладів.
На території ради розташована Свято-Преображенська церква (с. Новосілки, 1599 рік).
По території сільської ради проходить О030209, залізничний шлях лінії Ківерці — Підзамче (Рівненська дирекція залізничних перевезень Львівської залізниці).

## Склад ради
Рада складається з 12 депутатів та голови.
- Голова ради: Пились Євгеній Трохимович
- Секретар ради: Герасим'юк Ольга Йосипівна

### Керівний склад попередніх скликань
| Прізвище, ім'я, по батькові | Основні відомості | Дата обрання | Дата звільнення |
| --------------------------- | --- | ------------ | --------------- |
| Пились Євген Трохимович     | Сільський голова, 1956 року народження, член Української Народної Партії                                                         | 26.03.2006   | 31.10.2010      |
| Пились Євгеній Трохимович   | Сільський голова, 1956 року народження, освіта середня спеціальна, член Всеукраїнського об'єднання «Батьківщина»                 | 31.10.2010   | 25.10.2015      |
| Пились Євгеній Трохимович   | Сільський голова, 1956 року народження, освіта середня спеціальна, член політичної партії Всеукраїнське об'єднання «Батьківщина» | 25.10.2015   |                 |

Примітка: таблиця складена за даними сайту Верховної Ради України та ЦВК

### Депутати VII скликання
За результатами місцевих виборів 2015 року депутатами ради стали:

#### За суб'єктами висування
| Суб'єкт висування | Кількість обраних депутатів | %      |
| ----------------- | --------------------------- | ------ |
| Самовисування     | 12                          | 100.00 |

#### За округами
| № округу | Прізвище, ім'я, по батькові | Ким висунуто  | Дата нар.  | Освіта              | Партійна приналежність | Відомості                               |
| -------- | --------------------------- | ------------- | ---------- | ------------------- | ---------------------- | --------------------------------------- |
| 1        | Климочко Ірина Зіновіївна   | Самовисування | 05.02.1961 | професійно-технічна | безпартійна            | Магазин, підприємець                    |
| 2        | Ціко Ганна Михайлівна       | Самовисування | 10.09.1972 | вища                | безпартійна            | Новосілківська сільська рада, бухгалтер |
| 3        | Герасим'юк Ольга Йосипівна  | Самовисування | 18.07.1964 | професійно-технічна | безпартійна            | Новосілківська сільська рада, секретар  |
| 4        | Малюк Володимир Богданович  | Самовисування | 27.03.1980 | загальна середня    | безпартійний           | ТзОВ «Волинь агро», охоронець           |
| 5        | Грищенко Ніна Федорівна     | Самовисування | 23.03.1962 | професійно-технічна | безпартійна            | Новосілківська ЗОШ, техпрацівник        |
| 6        | Демчук Валентина Леонідівна | Самовисування | 03.09.1989 | вища                | безпартійна            | Магазин, продавець                      |
| 7        | Вінчук Михайло Федорович    | Самовисування | 21.07.1959 | професійно-технічна | безпартійний           | Не працює                               |
| 8        | Войтович Руслан Ярославович | Самовисування | 11.07.1988 | загальна середня    | безпартійний           | ТзОВ «Волинь агро», охоронець           |
| 9        | Хилюк Микола Леонідович     | Самовисування | 13.05.1986 | професійно-технічна | безпартійний           | Не працює                               |
| 10       | Чекус Володимир Андрійович  | Самовисування | 07.03.1979 | професійно-технічна | безпартійний           | Не працює                               |
| 11       | Валюк Людмила Анатоліївна   | Самовисування | 12.08.1973 | професійно-технічна | безпартійна            | ФАП, завідувач                          |
| 12       | Бондаренко Ірина Олегівна   | Самовисування | 12.02.1988 | професійно-технічна | безпартійна            | Клуб с. Мислині, завідувач              |